# Alejandro Iglesias
Alejandro Iglesias (Vigo, España, 1963) es expracticante y profesor de artes marciales mixtas, considerado el introductor de MMA en España y uno de los pioneros en Europa de este deporte.
Cuenta con una experiencia de más de 39 años (desde 1969) de aprendizaje, práctica y docencia de distintas artes marciales y deportes de contacto. 
Durante este tiempo ha formado más de 30 campeones internacionales de diferentes sistemas de lucha, especializándose desde el año 2001 únicamente en la participación en competiciones de MMA.
Además de sus logros en el aspecto meramente técnico, el profesor Iglesias ha introducido revolucionarias innovaciones en el mundo de la enseñanza de artes marciales y deportes de contacto, creando el sistema de autodefensa S.H.O.O.T. y posteriormente, difundiendo este sistema de autodefensa siguiendo el modelo constitucional de franquicia, convirtiéndose en el fundador de la primera franquicia de autodefensa en el mundo.

## Historia

### El comienzo
El profesor Alejandro Iglesias comenzó la práctica de las artes marciales en Vigo, su ciudad natal, en 1969, inicialmente aprendiendo sambo y lucha libre olímpica en el gimnasio del consagrado Instructor Manuel Roca y posteriormente kung-fu con el Profesor Di – Som, un verdadero Genio de las Artes Marciales Tradicionales. Comienza a impartir clases a una edad muy temprana como instructor de kung-fu, hasta conseguir graduar a algunos de sus alumnos más antiguos como cinturones negros y en el año 1981 se alista en la Legión Española, donde -por su currículum de artes marciales- es escogido como uno de los miembros fundadores de una Unidad Especial (U.I.E. - U.O.E.L.) donde permanecerá durante los años 1981 - 1982 y 1983. 
En 1985, el profesor Alejandro Iglesias comienza una etapa en la que desarrolla una intensa labor dentro del mundo de la seguridad (como portero en diferentes locales nocturnos de la ciudad de Vigo y como escolta privado), llegando a ser uno de los escoltas con más prestigio dentro del colectivo. Esta actividad le obliga a aplicar sus conocimientos de defensa personal en diferentes ocasiones. Dentro de ese entorno de agresiones reales, reafirma su convicción sobre su forma realista de entender las artes marciales.

### Profesionalización
En el año 1986, Alejandro Iglesias se traslada a la ciudad de Valencia y desarrolla su propio método de autodefensa, fusionando sus variados conocimientos de diferentes sistemas de lucha y añadiendo sus propias experiencias sobre la lucha real.
En esta etapa, que se prolongará durante 20 años, comienza también su trayectoria administrativa dentro de las artes marciales, dirigiendo varios centros deportivos y fundando, presidiendo y trabajando en varias asociaciones y federaciones, con la mentalidad empresarial que siempre le ha caracterizado.
Durante estos años se suceden los viajes de estudio por países de cuatro continentes diferentes (casi la totalidad de Europa, Tailandia, Brasil, EE. UU., Emiratos Árabes…), repitiendo sus visitas en algunas ocasiones para aprender y practicar con los mejores especialistas del mundo de diferentes sistemas de lucha. 
Deportivamente, siempre con el objetivo de poner a prueba la eficacia de sus técnicas, los alumnos del profesor Iglesias destacan de manera muy significativa inicialmente en el panorama español y posteriormente a nivel internacional participando y venciendo en gran parte de los eventos más importantes de diversos deportes de contacto, (Boxeo, Full Contact, Kick Boxing, Muay Thai, Sanda…) que se celebraron en la primera mitad de la década de los 90, incluyendo el primer torneo de MMA que se celebró en España, en el año 95, en Tenerife y el torneo Octagon Challege, el primero que se celebró en Europa, en el mismo año, en la ciudad de Milán.
El resultado de sus estudios y experiencias le llevan a diseñar un tipo de lucha completa, diferente de los sistemas y deportes que existían entonces. Para diferenciar esta nueva concepción del combate, Alejandro Iglesias denominó a su Sistema S.H.O.O.T. Fighting (predecesor del actual S.H.O.O.T.), basándose en el término "shootfighting" utilizado en Japón para describir las "luchas mixtas" que combinaban golpes y agarres / lucha en pie y lucha en el suelo.

### Nacimiento del Sistema S.H.O.O.T.
Tras una etapa de dedicación completa a la competición, Alejandro Iglesias decide utilizar sus conocimientos para lograr que la mayor cantidad posible de personas puedan aprender a defenderse y se concentra en difundir adecuadamente la imagen del sistema, transmitiendo sus conceptos y valores positivos, acercando esta filosofía de lucha a los buenos ciudadanos, difundiendo sus efectos beneficiosos y haciéndola accesible a todas las personas, con el objetivo de popularizar realmente las artes marciales mixtas, poniéndolas al alcance de todas las personas, no de unos pocos atletas, convirtiéndolas en un fenómeno social positivo y utilizado con un objetivo positivo: la autodefensa.
Sería tal el éxito de los nuevos métodos del Sistema de Autodefensa S.H.O.O.T. que, en pocos años, siguiendo los nuevos métodos y procesos del S.H.O.O.T., Alejandro Iglesias construiría el IVAD (Instituto Valenciano de Autodefensa), el mayor centro de autodefensa del mundo.

### Alejandro Iglesias en la actualidad
Tras esta trayectoria de más de 30 años de trabajo duro y constante, el Profesor Iglesias está concentrado en la expansión del sistema de autodefensa que ha creado, a través del modelo constitucional de Franquicia, extendiéndolo por diferentes ciudades españolas, repitiendo los pasos que han conseguido su desarrollo y garantizando siempre la calidad en todos los aspectos que engloba el concepto de marca S.H.O.O.T.
Con respecto a la técnica de lucha, Alejandro Iglesias, como pionero de las MMA en el continente europeo, es continuamente solicitado para que su sistema, representado por el equipo S.H.O.O.T. I + D, participe en los torneos internacionales de máximo nivel, poniendo continuamente a prueba la eficacia de las técnicas con las que todos los alumnos de S.H.O.O.T. aprenden a defenderse, para garantizar su utilidad en caso de enfrentamiento real.
Es en el año 2007 cuando el profesor Alejandro Iglesias consolida el Sistema SHOOT dando paso a un proceso de expansión que permite crear una Red de Franquicias a nivel Nacional, donde transmite adecuadamente la enseñanza del Curso SHOOT siguiendo las pautas establecidas, asegurando que en cada Academia siguen la dinámica y el contenido correcto. Esta red de Franquicias llegó a tener más de 20 centros repartidos por todo el territorio Nacional. En este momento la red de Franquicias se centra en ocho Centros repartidos en la Comunidad Valenciana. 
Siguiendo con el progreso y la innovación, se toma la decisión en 2017 de abrir el Sistema SHOOT también para mujeres, por supuesto, con las mismas oportunidades, misma uniformidad, mismos Instructores y misma calidad formativa.
En 2018 Alejandro Iglesias decide centralizar todas las marcas y sistemas como son SHOOT, COPs, WOMAX o DEPHENX en el Instituto Valenciano de Autodefensa (IVAD) , con el objetivo de encontrar la forma más personalizada y adecuada para cubrir la necesidad en cuanto a seguridad, autoconfianza y autoprotección de cada persona. Es en este momento también cuando se empiezan a impartir Cursos no solo a personas, si no a colectivos tanto administraciones públicas como empresas privadas.
El Instituto Valenciano de Autodefensa se convierte en la primera Institución dedicada a la investigación, formación y difusión de la Autodefensa Científica en España, contando con la experiencia acumulada desde el año 1986 y basando el sistema en la Prevención, evitando en lo posible el contacto físico y aplicando el conocimiento científico a la técnica de Autodefensa.
En poco tiempo la formación a colectivos crece y el Instituto Valenciano de Autodefensa se convierte en el principal proveedor de los Ayuntamientos a través de sus Cursos y Talleres de formación dirigidos a mujeres, policías, niños y adolescentes que les permite adquirir los conocimientos necesarios para la  prevención de situaciones de riesgo, aumentando la autoconfianza y seguridad de cada población.
Después de esto y por motivos familiares, en diciembre de 2018, Alejandro Iglesias se retira definitivamente de esta actividad, después de toda una vida dedicada a la enseñanza de la Autodefensa.